# Tibor Selymes
Dans le nom hongrois Selymes Tibor, le nom de famille précède le prénom, mais cet article utilise l’ordre habituel en français Tibor Selymes, où le prénom précède le nom.
Tibor Selymes est un footballeur international roumain d'origine hongroise né le 14 mai 1970 à Bălan, dans le județ de Harghita en Roumanie. Il était arrière gauche. Il est désormais entraîneur.
Il a participé à la Coupe du monde 1994 puis à la Coupe du monde 1998 avec la Roumanie.

## Carrière

### Joueur
- 1987-1990 : FC Brașov  Roumanie
- 1990-1993 : Dinamo Bucarest  Roumanie
- 1993-1996 : Cercle Bruges  Belgique
- 1996- oct 1999 : RSC Anderlecht  Belgique
- oct 1999-2001 : Standard de Liège  Belgique
- 2001-2002 : Haladás VFC  Hongrie
- 2002-2004 : Debrecen VSC  Hongrie
- 2004-2005 : AEL Limassol  Chypre

### Entraîneur
- sep. 2005-fév. 2006 : FC Sopron  Hongrie
- 2006-aout 2006 : FC Sopron  Hongrie
- sep. 2006-nov. 2006 : FC Sopron  Hongrie
- 2007-2009 : Liberty Salonta  Roumanie
- 2009- sep. 2010 : Sportul Studențesc  Roumanie
- sep. 2010-2011 : Astra Ploiești  Roumanie
- oct. 2011 : FCM Târgu Mureș  Roumanie
- nov. 2011-déc. 2011 : Astra Ploiești  Roumanie
- avr. 2013-2013 : Dinamo II Bucarest  Roumanie
- 2013-déc. 2013 : Săgeata Năvodari  Roumanie
- jan. 2014-2014 : Kaposvári Rákóczi  Hongrie
- sep. 2014-fév. 2015 :  Oțelul Galați  Roumanie
- 2015-aout 2015 : Petrolul Ploiești  Roumanie
- jan. 2016-2016 : Delta Dobrogea Tulcea  Roumanie
- 2017-sep. 2017 : Olimpia Satu Mare  Roumanie

## Palmarès
- 46 sélections et 0 but avec l'équipe de Roumanie entre 1992 et 1999
- Champion de Belgique en 2000 avec le RSC Anderlecht
- Finaliste de la Coupe de Belgique en 1996 avec le Cercle Bruges, en 1997 avec le RSC Anderlecht et en 2000 avec le Standard de Liège
- Champion de Roumanie en 1992 avec le Dinamo Bucarest